# Henk van Rooij (kunstenaar)
Henk van Rooij (Eindhoven,  11 januari 1938 - Renkum, 28 november 2014) was een Nederlands beeldend kunstenaar. Van Rooij had de Grafische School in Eindhoven doorlopen en werkte nadien als graficus en schilder. Later ging hij ook ruimtelijk werken in allerlei materialen, zoals hout, kunststoffen en brons. Vanaf 1996 werkte hij voornamelijk met klei. Zijn schilderachtige en kleurrijke keramische sculpturen waren het afgelopen decennium regelmatig te zien in groeps- en solotentoonstellingen in binnen- en buitenland.
Henk van Rooij woonde en werkte jarenlang in een groot voormalig bedrijfspand in de Lucas Gasselstraat in Eindhoven. Hij was plaatselijk en landelijk actief in de kunstwereld, onder meer als lid van de BBK (Beroepsvereniging van Beeldende Kunstenaars). In 1998 vond hij samen met zijn echtgenote Kitty Doomernik (ook beeldend kunstenaar) ruimte in een leegstaande oude wasserij in Renkum. Daar realiseerden zij meerdere ateliers en een leslokaal. Henk van Rooij heeft hier tot in 2014 gewerkt en lesgegeven.